# Christopher A. Pissarides
Christopher Antoniou Pissarides (în greacă Χριστόφορος Αντωνίου Πισσαρίδης; n. 20 februarie 1948, Nicosia, Imperiul Britanic) este un economist cipriot. A câștigat Premiul Nobel pentru Economie în 2010, împreună cu Peter A. Diamond și Dale T. Mortensen „pentru o teorie care ajută la înțelegerea modului în care șomajul este afectat de politicile guvernamentale”.

## Lucrări selectate
- 1979. "Job Matchings with State Employment Agencies and Random Search", Economic Journal 89(356), pp. 818–33.
- "Short-Run Equilibrium Dynamics of Unemployment Vacancies, and Real Wages," American Economic Review, (1985) 75(4), pp. 676–90. Arhivat în 6 iulie 2011, la Wayback Machine.
- 1986. "Unemployment and Vacancies in Britain." Economic Policy,  1(3), pp. 499–559.
- 1994. "Job Creation and Job Destruction in the Theory of Unemployment" (with Dale Mortensen), Review of Economic Studies 61(3), pp. 397–415.
- 2000. Equilibrium Unemployment Theory, second edition, Cambridge, MA: MIT Press. Description Arhivat în 31 octombrie 2010, la Wayback Machine. and chapter-preview links.
- "Structural Change in a Multi-Sector Model of Growth" (with L. Rachel Ngai), American Economic Review, forthcoming.